# Malcolm McBeath
Malcom Peter McBeath (2 de desembre de 1880 - 15 de juny de 1957) va ser el 17è batlle de Vancouver, Colúmbia Britànica, Canadà des de 1915 fins al 1917.
Va néixer a Allenford, al comtat de Bruce, Ontario, fill de Thomas i Lena (Foise) McBeath. Es va traslladar amb la seva família a Portage la Praire, Manitoba, l'any 1882. L'any 1884 va començar d'aprenent d'impressor. Per l'any 1905 es va traslladar a Winnipeg on es va iniciar en els negocis immobiliaris. L'any 1907 va traslladar-se a Vancouver continuant com a agent de la propietat.
Des de l'any 1912 va ser regidor de la ciutat de Vancouver fins que va arribar a ser batlle. Va guanyar a Thomas Kirkpatrick en una campanya marcada per afers morals.